# Grande Munus
Grande Munus (в превод от латински: Голямо задължение) е папска енциклика на папа Лъв XIII, от 30 септември 1880 г., с която се възхваляват достойнствата на Св. св. Кирил и Методий от Солун, като апостоли на християнството в Източна Европа, които проповядват на славянски език Евангелието на хората от Моравия, Панония, България, Далмация, Хърватия и Полша.
Енцикликата проследява подробно историята на деянията на светите братя Кирил и Методий, които се почитат като равноапостоли във всички славянски земи. Поради заслугите на двамата светители, разпространили християнството сред славянските народи, папа Лъв ХІІІ обявява деня 5 юли да бъде определен в календара на вселенската Римска Църква, като празник на светите Кирил и Методий.